# Monte Matto
Monte Matto er et 3.097 meter højt bjerg i De maritime Alper, i provinsen Cuneo, Piemonte, i det nordvestlige Italien der adskiller dalene Meris og Gesso della Valletta.
Bjergets top, som består af en højderyg med fire nogenlunde lige høje toppe, kan ses fra det meste af Cuneosletten. Ryggen er del i to forskellige klippeformationer, den ene dannet af granitoid gnejs, den anden er dannet af gnejs og forskellige slags migmatit.
Bjerget er en del af naturparken Parco Naturale delli Marittime. Faunaen omfatter blandt andet includes murmeldyr, gemser og i de højere områder alpestenbuk.
William Coolidge, Christian og Ulrich Almer var de første der besteg toppen 14. august 1879.

## Eksterne kilder og henvisninger
1. ↑  "Monte Matto - peakbagger". peakbagger. com. Hentet 23. februar 2016.

- Wikimedia Commons har flere filer relateret til Monte Matto
- Image gallery of Monte Matto